# Еріка Кірпу
Еріка Кірпу (ест. Erika Kirpu; нар. 22 червня 1992) — естонська фехтувальниця на шпагах, олімпійська чемпіонка Олімппійських ігор 2020 року, чемпіонка світу та Європи.

## Виступи на Олімпіадах
| Олімпіада           | Дисципліна          | Місце |
| ------------------- | ------------------- | ----- |
| Ріо-де-Жанейро 2016 | індивідуальна шпага | 12    |
| Ріо-де-Жанейро 2016 | командна шпага      | 4     |
| Токіо 2020          | індивідуальна шпага | 25    |
| Токіо 2020          | командна шпага      | 1     |